# Yellowdog Updater, Modified
Chronologie des versions
Dandified Yum
Yum, pour Yellowdog Updater Modified, est l’ancien gestionnaire de paquets des distributions GNU/Linux Fedora Linux, CentOS et Red Hat Enterprise Linux. Il a originellement été créé par Yellow Dog Linux.
Il permet de gérer l’installation et la mise à jour des logiciels installés sur une distribution. C’est une surcouche de RPM gérant les téléchargements et les dépendances, de la même manière que APT et dpkg sous Debian.
Yum est remplacé par DNF qui devient le gestionnaire de paquets par défaut à partir de Fedora 22. DNF étant une réécriture de Yum présente dans Fedora depuis Fedora 18.

## Remplacement par dnf
yum ayant plusieurs problèmes, étant écrit en Python 2, n’ayant pas d’API documenté, un algorithme résolveur de dépendances ancien. Une ré-implémentation, nommé Dandified Yum a été entreprise. Ce gestionnaire de paquet était disponible dans Fedora à partir de la version 18. Il est devenu la version par défaut à partir de Fedora 22,,
, RHEL 8 utilise dnf par défaut.
Il y a eu plusieurs tentatives de retrait de yum de Fedora, il est finalement retiré de Fedora 31,.

## Principe de fonctionnement

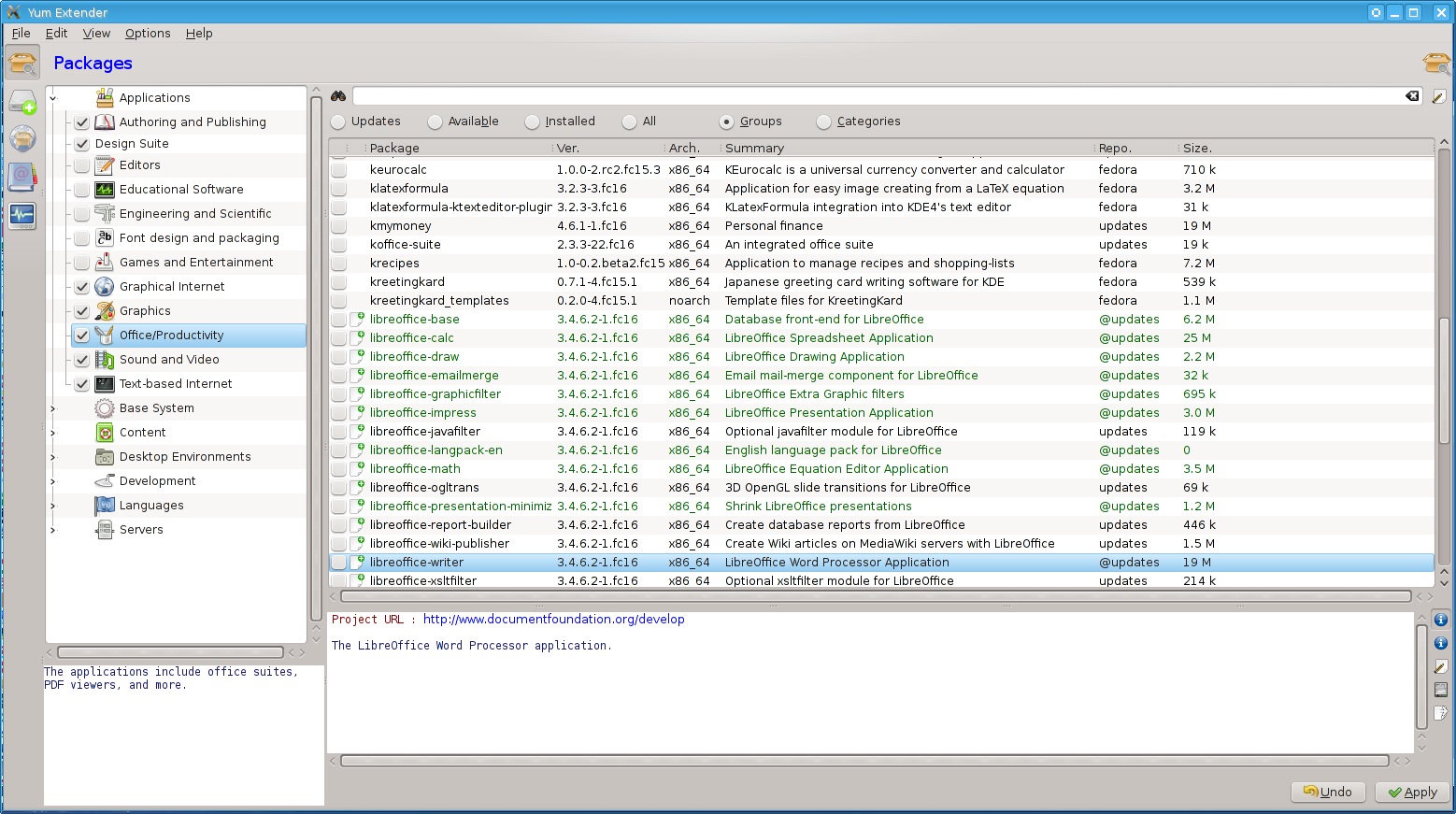
Capture d'écran de Yum Extender, une interface graphique de gestion de paquets utilisant YUM

Il existe plusieurs types de paramètres qui peuvent suivre la commande YUM. Certains concernent l'installation (comme install), la suppression (comme remove ), la recherche (search) ou la mise à jour du système (update). Lorsqu'on exécute YUM en ligne de commande, cet utilitaire va d'abord interroger un certain nombre de  dépôts activés qui sont définis dans le répertoire /etc/yum.repos.d/ ou consulter son cache. En fonction des informations obtenues, il pourra traiter le paramètre qui lui a été ajouté.

## Commandes
Les commandes de yum s’utilisent comme suit,, :
- yum update : mise à jour du système
- yum list <nom du paquet> : recherche paquet
- yum list kerne\* : si l’on ne connaît pas le nom du paquet, on peut utiliser le caractère joker * (étoile). YUM listera les paquets correspondants à votre recherche déjà installés, et ceux que vous pouvez installer.
- yum install <nom du paquet> : installation paquet
- yum remove <nom du paquet> : suppression paquet
- yum --exclude=<nom du paquet> update : mise à jour sélective
- yum upgrade : mise à jour du système